# Tunelul Zidului Vestic

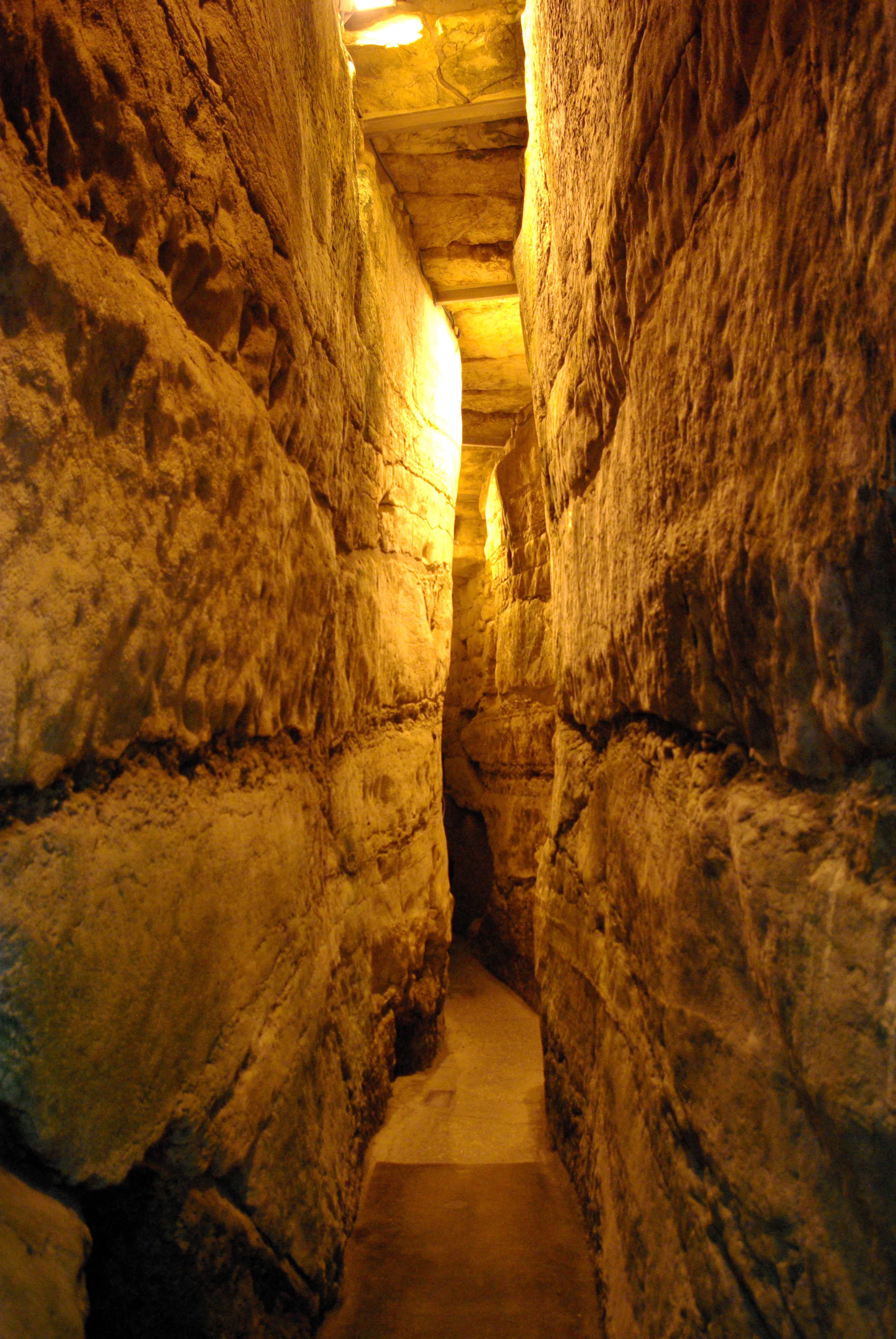
Pasaj îngust în tunelul din Zidul Vestic

Tunelul din Zidul de Vest (în ebraică מנהרת הכותל, transliterat: MinHarat HaCotel) este un tunel care expune Zidul de Vest de unde se termină locul tradițional de rugăciune în aer liber și până la capătul nordic al Zidului. Cea mai mare parte a tunelului este în continuare a Zidului Vestic în aer liber și este situat sub clădirile Cartierului Musulman din Vechiul Oraș Ierusalim. În timp ce porțiunea în aer liber al Zidului Vestic are aproximativ  lungime, cea mai mare parte a lungimii sale originale de 488 metri (1.601 ft) este ascuns sub pământ. Tunelul permite accesul la restul Zidului în direcția nord.

## Istorie
În anul 19 î.Hr., regele Irod a întreprins un proiect de dublare a suprafeței Muntelui Templului din Ierusalim prin încorporarea unei părți a dealului din nord-vest. Pentru a face acest lucru, au fost construiți patru ziduri de sprijin, iar deasupra lor a fost extins Muntele Templului. Aceste ziduri de sprijin au rămas în picioare, împreună cu platforma în sine, după ce Templul a fost distrus de romani în anul 70 d.Hr. 
De atunci, o mare parte din zona de lângă ziduri a fost acoperită și construită. O parte din Zidul Vestic a rămas expusă după distrugerea Templului. Deoarece era cea mai apropiată zonă de Sfânta Sfintelor Templului care a rămas accesibilă, a devenit un loc de rugăciune iudaică timp de milenii.

## Excavații

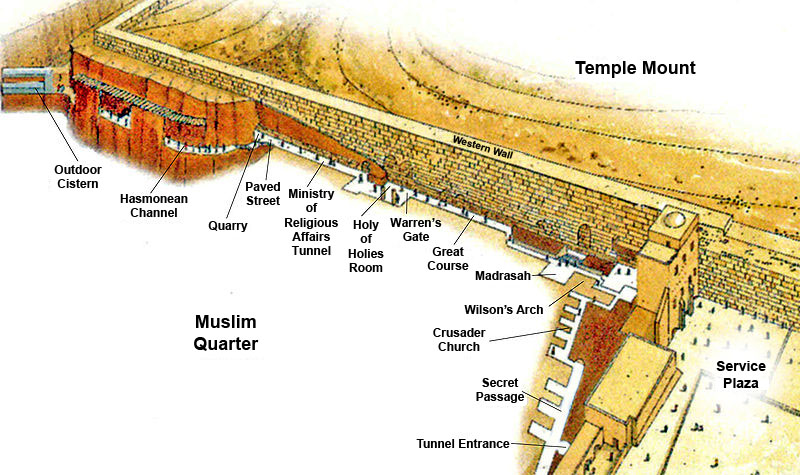
Traseul tunelului din Zidul Vestic.

Cercetătorii britanici au început să excaveze Zidul Vestic la mijlocul secolului al XIX-lea. Charles Wilson a început excavațiile în 1864 și a fost urmat de Charles Warren în 1867-70. Wilson a descoperit un arc care este acum numit din cauza lui, „Arcul lui Wilson ”, care era de 12,8 metri (42 ft) lățime și este deasupra nivelului solului străzii din prezent. Se crede că arcul a susținut o punte care lega Muntele Templului de oraș în timpul celui de-al Doilea Templu. Warren a săpat puțuri prin Arcul lui Wilson, care sunt și astăzi vizibile.
După Războiul de Șase Zile, Ministerul Afacerilor Religioase din Israel a început săpăturile menite să dezvăluie continuarea Zidului de Vest. Săpăturile au durat aproape douăzeci de ani și au scos la iveală multe fapte necunoscute anterior despre istoria și geografia Muntelui Templului. Săpăturile au fost dificil de efectuat, deoarece tunelurile se desfășurau sub cartierele rezidențiale construite deasupra structurilor antice din perioada celui de-al Doilea Templu. Săpăturile au fost efectuate cu supravegherea experților științifici și rabinici. Aceasta a fost pentru a asigura atât stabilitatea structurilor de deasupra, cât și pentru a preveni deteriorarea artefactelor istorice. În 1988 a fost înființată Fundația pentru Patrimoniul Zidului de Vest, a preluat săpăturile, întreținerea și renovarea Zidului de Vest și Piața Zidul Vestic.

## Caracteristici

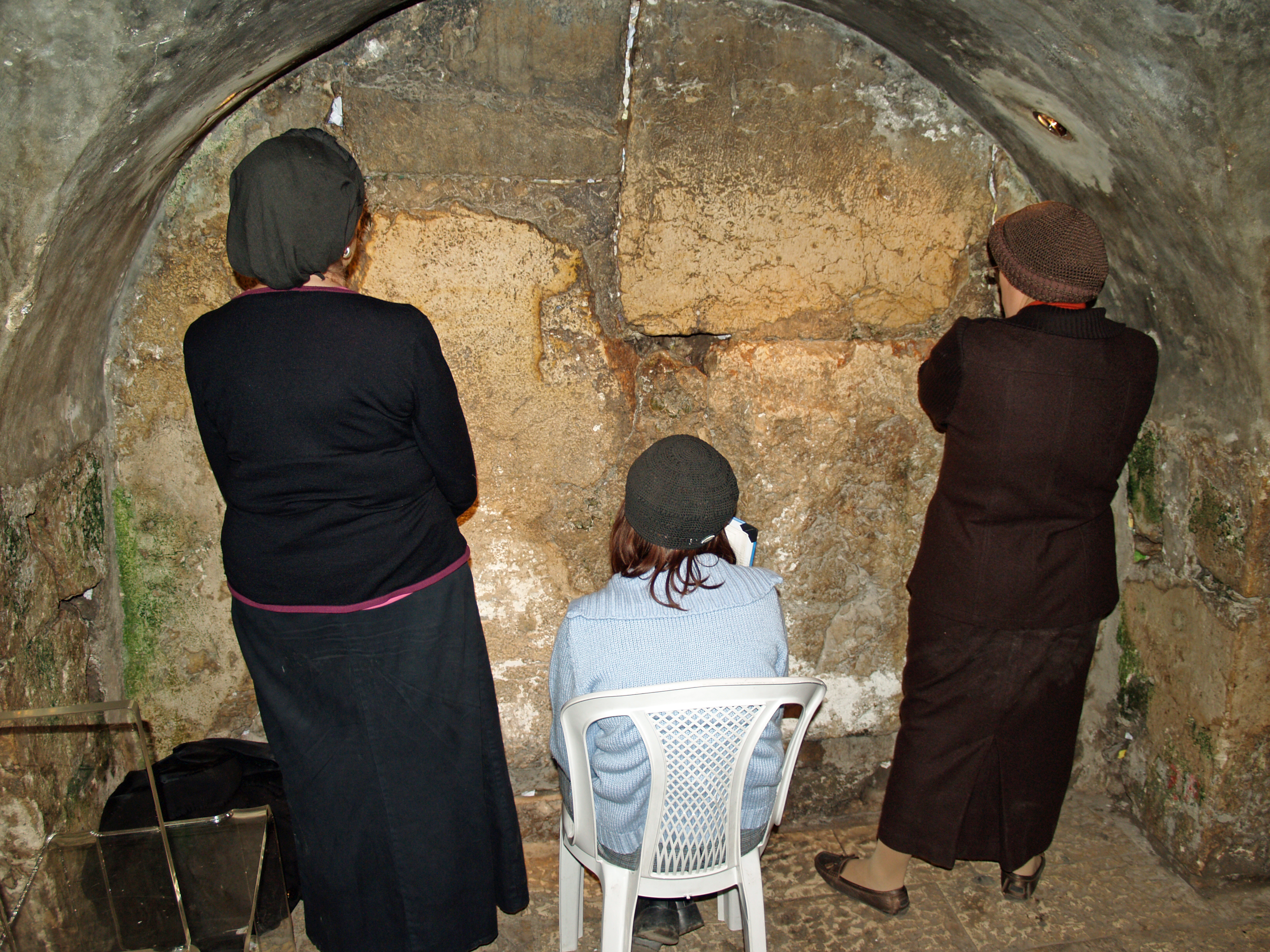
Femeile care se roagă în tunel din cel mai apropiat punct fizic de Sfânta Sfintelor

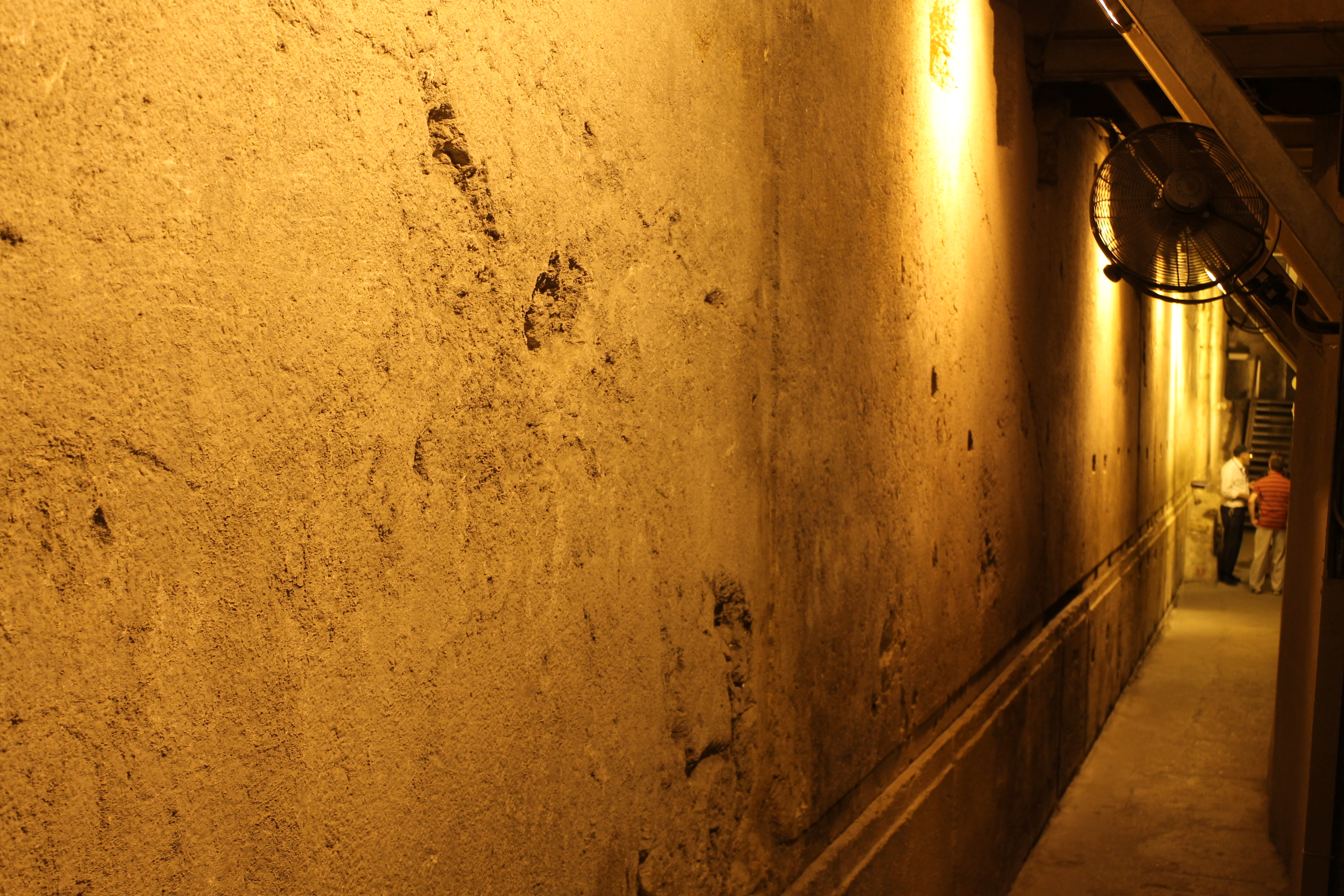
Piatra de Vest, cea mai mare piatră a zidului.

### Secțiune a Zidului Vestic
Tunelul expune 300 m din totalul de 445 m a peretelui, dezvăluind metodele de construcție și diferitele activități din vecinătatea Muntelui Templului. Săpăturile au inclus multe descoperiri arheologice de-a lungul drumului, inclusiv descoperiri din perioada irodiană (străzi, zidărie monumentală), secțiuni ale unei reconstrucții a Zidului Vestic datând din perioada omeiadă și diferite structuri datând din perioadele Ayyubid, Mameluke și Hasmoneană construite pentru a sprijini clădirile din vecinătatea Muntelui Templului.

### Poarta lui Warren
„Poarta lui Warren” se află la aproximativ 150 picioare (46 m) în tunel. Această poartă sigilată a fost timp de sute de ani o mică sinagogă numită „Peștera”, unde primii musulmani le-au permis evreilor să se roage în imediata apropiere a ruinelor Templului. Rabinul Yehuda Getz a construit o sinagogă chiar în afara porții, deoarece astăzi este cel mai apropiat punct pe care un evreu se poate ruga lângă Sfânta Sfintelor, presupunând că ar fi fost amplasată în locul tradițional de sub Domul Stâncii.

### Canalul Hasmonean
Dincolo de capătul nordic al Zidului de Vest, s-au găsit rămășițe ale unui canal de apă care inițial furniza apă la Muntele Templului. Sursa exactă a canalului este necunoscută, deși trece printr-un bazin subteran cunoscut sub numele de „Piscicul Struthion”. Canalul de apă a fost datat din perioada Hasmoneană și în conform dubiului numit „Canalul Hasmonean”.

### Piatră de 517 tone
Cea mai mare piatră din Zidul Vestic, numită adesea Piatra Vestică, este totodată, dezvăluită în tunel și se clasează drept unul dintre cele mai grele obiecte ridicate vreodată de ființele umane fără mașini de cai putere. Piatra are o lungime de 13,6 metri (45 ft), înălțime de 3 metri (9,8 ft) și o lățime estimată între 3,5 metri (11 ft) și 4,5 metri (15 ft); estimează plasarea locului la greutatea de 570 short toni (520 metric toni).

### Centrul Lanțului de Generații
Adiacent tunelului sunt rămășițele din perioada celui de-al doilea templu, structurile cruciate și mameluci . În sălile restaurate, Fundația Zidul Vestic a creat Centrul Lanţul de Generaţii, un muzeu de istorie evreiască proiectat de Eliav Nahlieli, care include un spectacol audiovizual și nouă sculpturi din sticlă create de artistul de sticlă Jeremy Langford . 

### Stradă Romană la Muntele Templului
În 2007, Autoritatea Antichităților din Israel a descoperit o stradă antică romană despre care se crede că ar fi din secolele II-IV. Era o stradă laterală care, probabil, lega două drumuri majore și ducea până la Muntele Templului. Descoperirea drumului a oferit o dovadă suplimentară că romanii au continuat să folosească Muntele Templului după distrugerea templului în anul 70 d.Hr. Săpăturile de pe amplasament au continuat până în 2014, conduse de arheologii Peter Gendelman și Ortal Chalaf în numele Autorității Antichităților din Israel (IAA).

## Bazinul Struthion
Bazinul Struthion (uneori descris ca „Piscinele Struthion”, în forma plurală), este o cisternă mare cuboidă, care aduna apa de ploaie din jgheaburile de pe clădirile Forumului. Înainte de Hadrian, această cisternă fusese un bazin în aer liber, dar Hadrian a adăugat boltire pentru a permite amplasarea pavajului asupra ei. Existența bazinului în secolul I este atestată de Iosifus, care relatează că se numea „Struthius” (vrabie). Acest Bazin Struthion a fost construit inițial ca parte a unei conducte de apă în aer liber de către hasmonieni, care de atunci a fost închisă; sursa apei pentru această conductă este în prezent neidentificată.
Ca urmare a extinderilor din 1971 la originalul Tunel al Zidului Vestic, sistemul de apă Hasmonian, care se desfășoară sub case arabe, a devenit legat de capătul Tunelului din Zidul  Vestic, iar ulterior a fost deschis ca atracție turistică. Cursul are un traseu liniar pornind de la Piața Zidului Vestic și trece prin tunelurile moderne și sistemul antic de apă, terminându-se la Piscina Struthion. Surorile Sionului nu permit turiștilor să iasă în mănăstirea de la Ștrandul Struthion, așa că turiștii se întorc prin tunelurile înguste la punctul de plecare, deși acest lucru creează unele probleme logistice.

## Ieșirea nordică

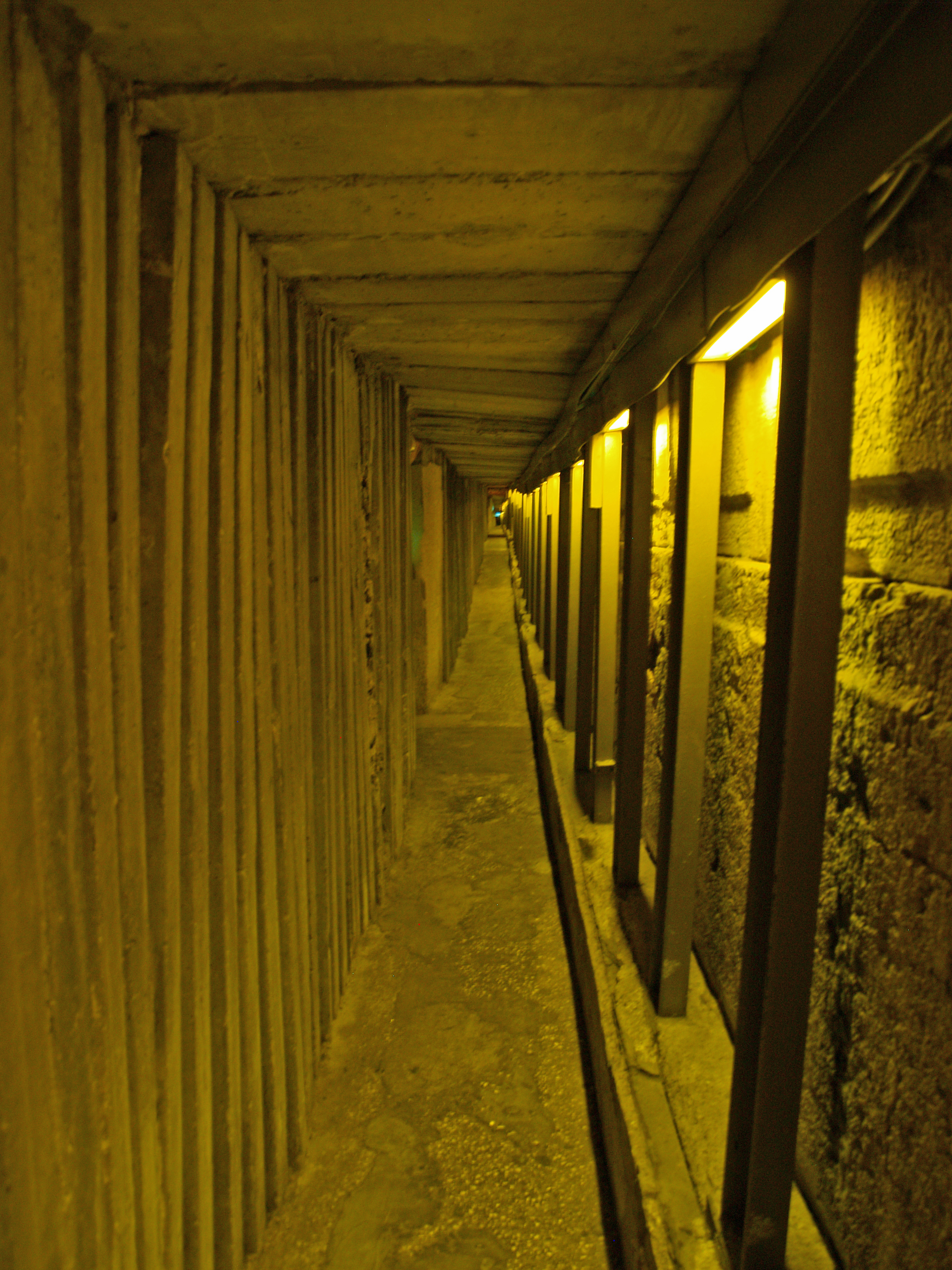
Suporturi pentru beton folosite pentru a consolida străzile antice de deasupra Cartierului Musulman din Ierusalim. La capătul acestui tunel se află ieșirea de nord

Inițial, vizitatorii trebuiau să-și întoarcă pașii înapoi până la intrare. S-a făcut o conexiune la sistemul de apă Hasmonean, dar acest lucru le-a cerut totuși să facă o întoarcere în U odată ce au ajuns la Bazinul Struthion. Săparea unei ieșiri alternative din tunel a fost propusă, dar inițial a fost respinsă pe motiv că orice ieșire ar fi văzută ca o încercare de către autoritățile evreiești de a revendica proprietatea asupra terenului din apropiere - o parte a Cartierului Musulman al orașului. În 1996, însă, Benjamin Netanyahu a autorizat crearea unei ieșiri care ducea la Via Dolorosa, sub madrasa Ummariya. În săptămânile următoare, 80 de persoane au fost ucise în urma revoltelor împotriva creării ieșirii. Un zid modern împarte piscina Struthion în două părți, împiedicând accesul între ele. O parte este vizibilă din tunelurile din peretele vestic, iar cealaltă zonă este accesibilă din Mănăstirea Surorilor Sionului. De atunci, a fost posibil ca un număr mare de turiști să intre pe intrarea de sud a tunelului, lângă Zidul de Vest, să meargă pe lungimea tunelului cu un ghid turistic și să iasă din capătul nordic. Această ieșire este deschisă numai în timpul zilei, din cauza preocupărilor continue de securitate.

## Mai vezi și
- Săpături la Muntele Templului
- Arheologia Israelului
- Turism în Israel